# 佩恩斯維爾鎮區 (明尼蘇達州斯特恩斯縣)
佩恩斯維爾鎮區（英語：Payneville Township）是位於美國明尼蘇達州斯特恩斯縣的一個行政鎮區。

## 地方資料
佩恩斯維爾鎮區的面積為86.77平方千米，當中陸地面積為75.09平方千米，而水域面積為11.68平方千米。根據2020年美國人口普查的數據，當地共有人口1421人，而人口密度為每平方千米16.38人。